# Паламарчук Глафіра Петрівна
Глафі́ра Петрі́вна Паламарчу́к (16 березня 1908, с. Федорівка, тепер Шаргородського р-ну Вінницької обл. — 18 травня 2000, Київ) — український мистецтвознавець, науковий працівник музею Т. Г. Шевченка.

## З життєпису
Автор монографій
- «Нескорений Прометей. Творчість Шевченка-художника 1850—1857 років», «Мистецтво», 1968,
- «Тарас Шевченко. Життя і творчість в документах, фотографіях і ілюстраціях»

та робіт:
- «Матеріали до біографії Шевченка за листами Броніслава Залєського» — в книзі «Питання шевченкознавства», в. 1. Київ, 1958,
- «Тарас Шевченко в горах Мангишлаку» — в книзі «Питання шевченкознавства», в. 2. К., 1961;
- «Напіврозгадана таїна» — про «Портрет невідомої біля фортепіано», 1842 рік; згодом ці дослідження продовжив кандидат філософських наук Василь Чуприна.

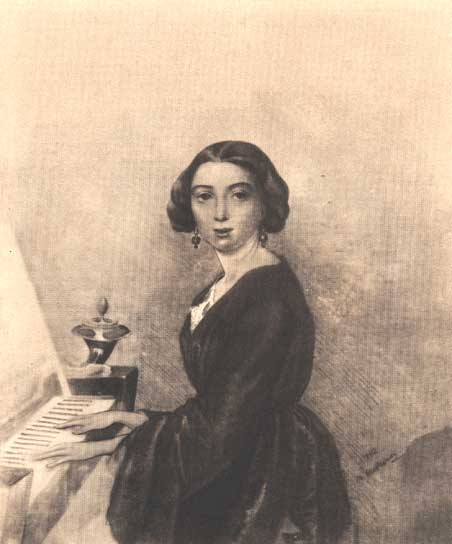
«Портрет невідомої біля фортепіано», створений рукою Кобзаря

Кандидат мистецтвознавства, член спілки художників УРСР.